# 張希舉
張希舉（1516年—？），字直卿，江西南昌府南昌縣人，明朝政治人物。官至湖廣右布政使。

## 生平
嘉靖十六年（1537年）丁酉科江西鄉試第一名舉人。嘉靖二十年（1541年）中式辛丑科會試第二百六十六名，登第二甲第三十一名進士。歷官禮部精膳司、祠祭司郎中，二十八年十一月升廣東提學副使，降湖廣右參議，官至湖廣右布政使。

## 家族
曾祖張文美；祖父張行政；父張元龍，壽官。前母熊氏；胡氏。